# クフィル旅団 (イスラエル国防軍)
第900"クフィル"旅団 (英語: 900th Kfir Brigade、ヘブライ語: חֲטִיבַת כְּפִיר‎) は、中央軍第340機甲師団に所属するイスラエル国防軍歩兵科の最大の歩兵旅団である。

## 歴史
2005年、ユダヤ・サマリアにおけるパレスチナ人と戦う必要性に応えて設立された。 現在、旅団は都市戦とゲリラ戦を訓練し、複雑な地域を専門としている。

## 編成
- 第900"クフィル"旅団
  - 第90"ナフション"歩兵大隊
  - 第92"シムション"歩兵大隊
  - 第93"ハルヴ"偵察大隊
  - 第94"ドゥヒファト"歩兵大隊
  - 第97"ネツァ・イェフーダ"歩兵大隊